# Qendër, Fier
Qendër, Fier là một xã trong quận Fier thuộc hạt Fier, Albania. Dân số năm 2005 là 8684 người.